# Монтичели д’Онђина
Монтичели д'Онђина (итал. Monticelli d'Ongina) је насеље у Италији у округу Пјаченца, региону Емилија-Ромања.
Према процени из 2011. у насељу је живело 3443 становника. Насеље се налази на надморској висини од 41 м.

## Становништво
Према резултатима пописа становништва 2011. у општини је живело 5.428 становника.
| 1931. | 1936. | 1951. | 1961. | 1971. | 1981. | 1991. | 2001. | 2011. |
| ----- | ----- | ----- | ----- | ----- | ----- | ----- | ----- | ----- |
| 7.023 | 6.813 | 6.750 | 6.562 | 6.240 | 5.846 | 5.392 | 5.244 | 5.428 |